# Supergromady w Rybach-Wielorybie

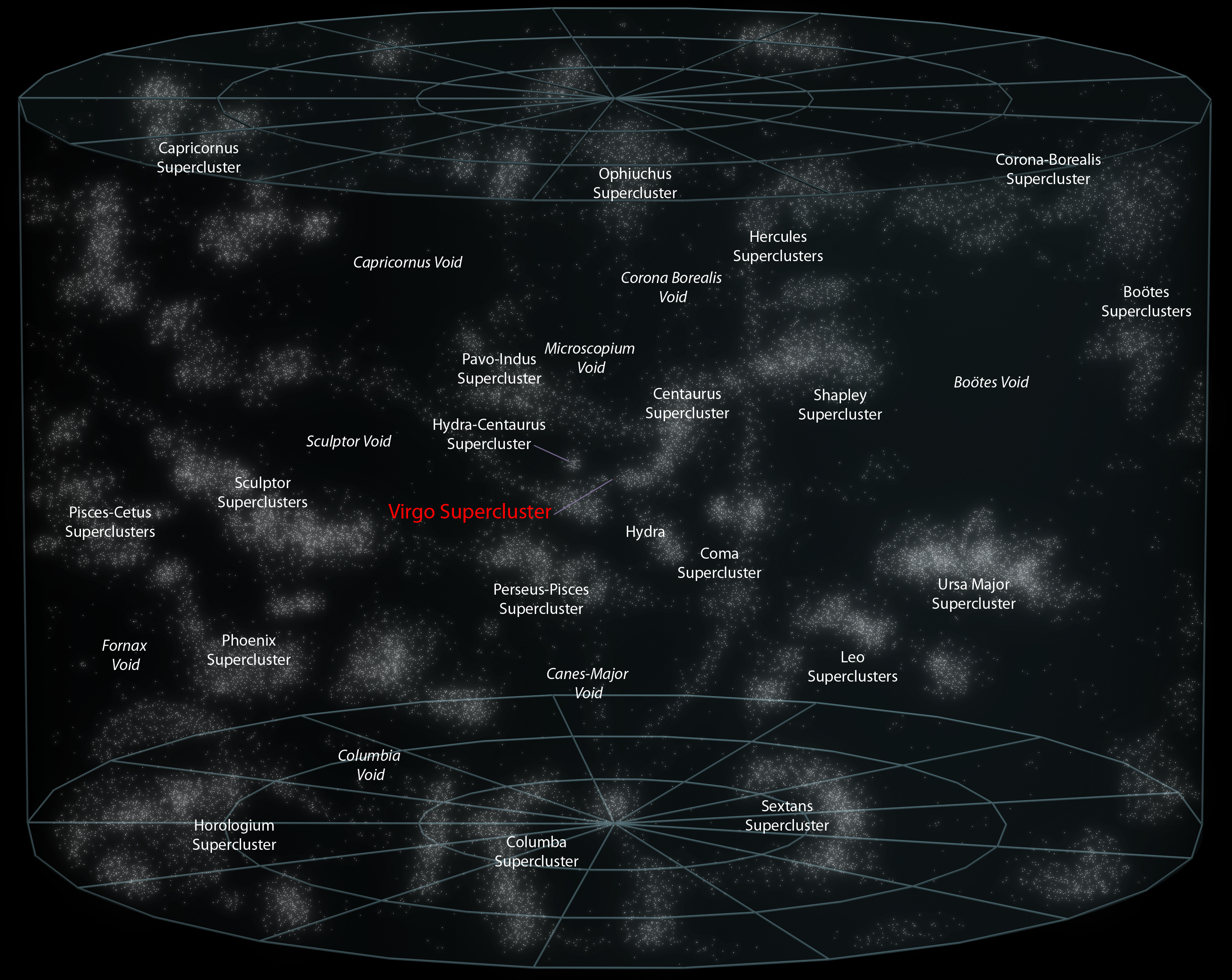
Supergromady w Rybach-Wielorybie z zaznaczeniem położenia Supergromady Lokalnej

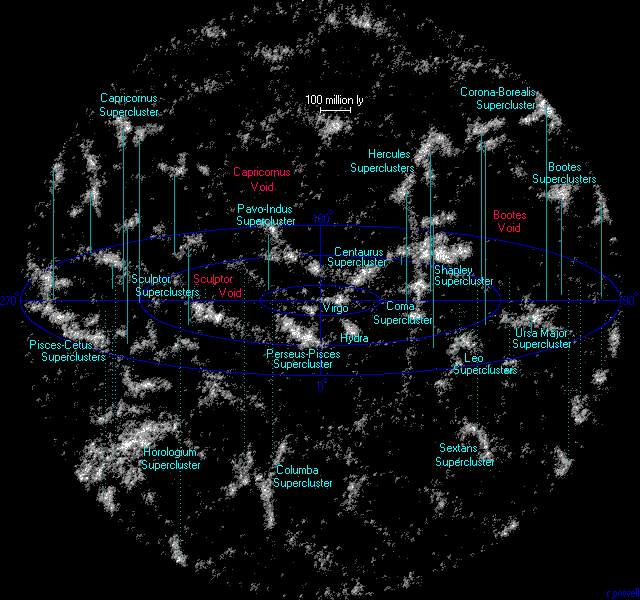
Zespół supergromad w Rybach-Wielorybie jest bardzo długim łańcuchem galaktyk pochodzących z Supergromady w Rybach-Wielorybie, Ściany Rzeźbiarza, Supergromady w Perseuszu-Rybach i Supergromady Hydry-Centaura

Supergromady w Rybach-Wielorybie – zespół supergromad lub struktura typu włókno, zawierająca supergromadę Laniakea (w skład której wchodzi Grupa Lokalna Galaktyk zawierająca Drogę Mleczną).
Jest to jedna z największych znanych wielkoskalowych struktur Wszechświata – jej wielkość szacuje się na około 1 mld × 150 mln lat świetlnych. Większa jest tylko Wielka Ściana Sloan (1,37 mld ly), Huge-LQG (4 mld ly) i Wielka Ściana w Herkulesie-Koronie Północnej (10 mld ly).
Składa się z około 60 gromad galaktyk, a całkowita masa wynosi około 1018 mas Słońca; w porównaniu masa Supergromady w Pannie, stanowi około 0,1% jej masy (1015 mas Słońca).
Zespół supergromad został odkryty przez astronoma R.B. Tully’ego z Uniwersytetu Hawajskiego w 1987 roku.